# Рівний провулок (Житомир)
Рівний провулок — провулок в Богунському районі Житомира.

## Розташування
Знаходиться на Богунії. Бере початок від вулиці Героїв Базару і завершується у 2-му Лісовому провулку.

## Історія
Наприкінці ХІХ століття — на початку ХХ століття поряд з провулком пролягала межа між землями села Барашівка та Врангелівськими дачами. Територія, де нині пролягає провулок та його забудова, була залісненою.
Провулок та його садибна забудова почали формуватися у 1950-х роках. У 1951 році провулок отримав назву. Назва провулка походить від тодішньої назви вулиці Євгена Коновальця — Рівної. Станом на 1968 рік провулок та його забудова переважно сформовані.